# هوندا سي بي إف 1000
هوندا سي بي إف1000(بالإنجليزية: Honda CBF1000)‏ هي دراجة نارية من تصنيع هوندا.